# Jan Baptist Weenix

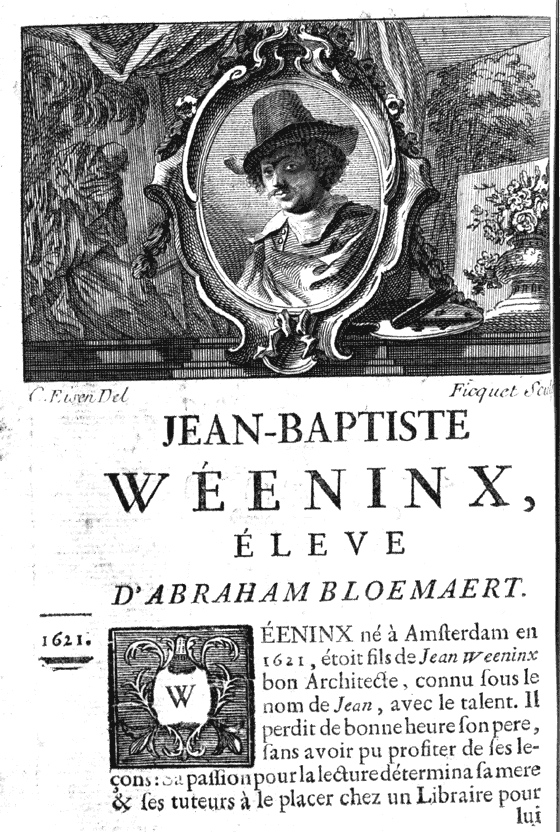
Portret van Jan Baptist Weenix in La vie des peintres flamands, allemands et hollandois, avec des portraits gravés en taille-douce, une indication de leurs principaux ouvrages, & des réflexions sur leur différentes manières van Jean-Baptiste Descamps

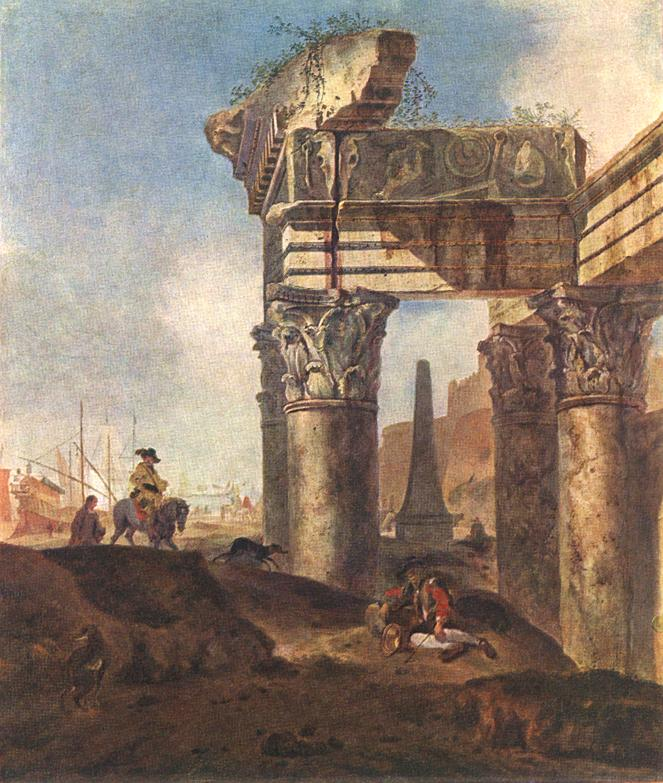
Jan Baptist Weenix – Landschap met ruïnes en haven

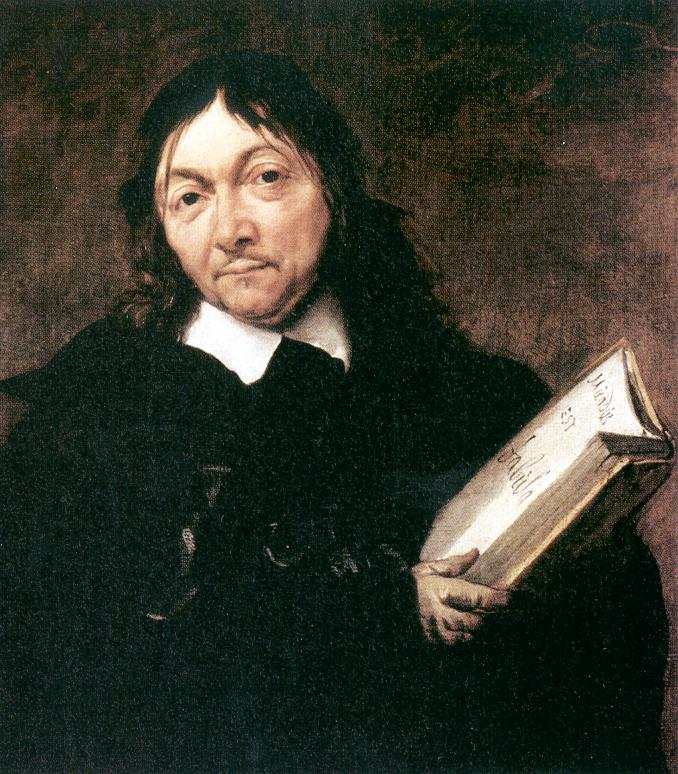
Descartes door Jan Baptist Weenix

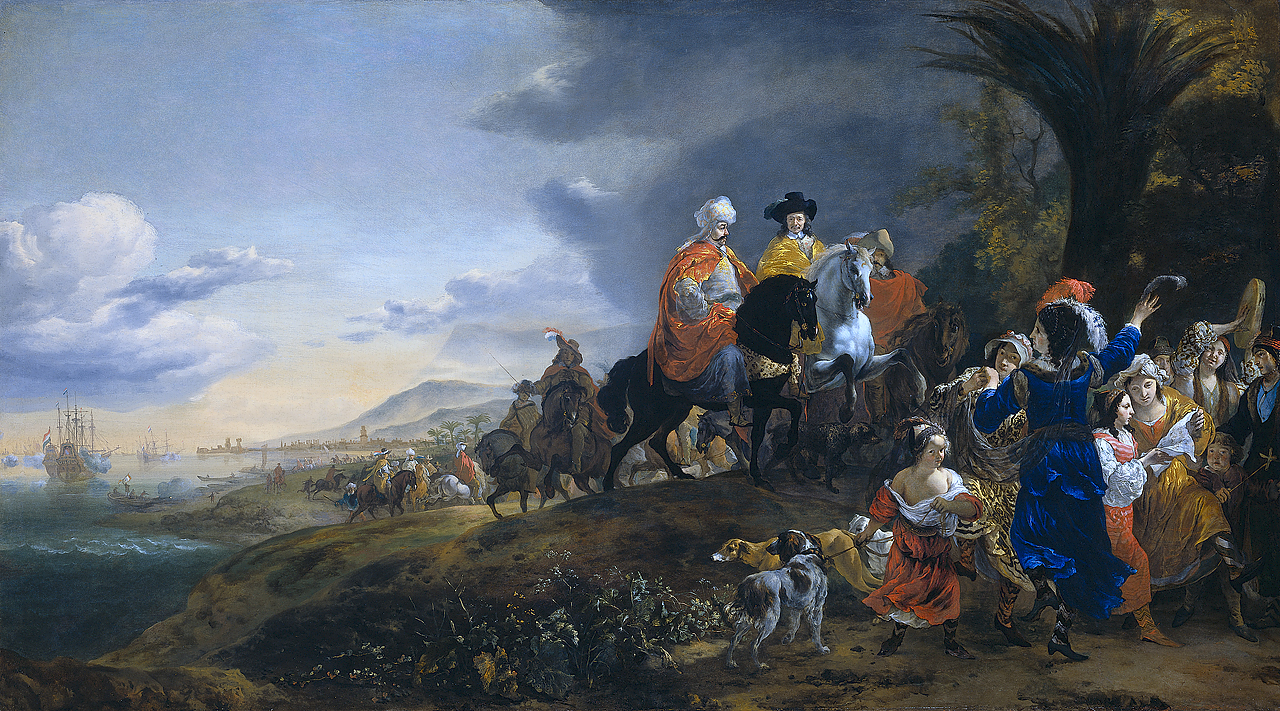
De Nederlandse ambassadeur op weg naar Isfahan, Rijksmuseum

Jan Baptist Weenix (Amsterdam, 1621 – Haarzuilens, voorjaar 1663) was een Nederlands kunstschilder uit de 17e eeuw van gefantaseerde landschappen, zeegezichten met schepen, honden, maar ook portretten, altaarstukken en waterpartijen.

## Biografie
Jan Baptist Weenix werd opgevoed door zijn moeder en voogden, vanwege het vroegtijdig overlijden van zijn vader Jan Wenincks, een architect. Hij had minstens twee zussen Lysbeth en Sara, die respectievelijk met de schilder Barten Micker en David van Mollem trouwden. Weenix stotterde, en al op jonge leeftijd werd hij in de leer gedaan bij een boekverkoper, omdat hij graag las. Omdat de man niet met Weenix overweg kon, is hij aan een lakenhandelaar uitbesteed, maar ook dat was geen succes.
Volgens Arnold Houbraken had Jan Baptist Weenix een onweerstaanbare lust om te tekenen – geen stukje papier viel hem in handen of hij tekende er iets op. Zijn moeder, Grietje Hermans, besloot toe te geven aan zijn natuur en deed hem in de leer bij zijn oom Jan Micker, woonachtig in de Korstjespoortsteeg of Langestraat. Vervolgens ging Jan Weenix in de leer bij Abraham Bloemaert te Utrecht en Claes Cornelisz. Moeyaert, een toonaangevende katholieke schilders.
Weenix trad in het huwelijk met Josijntje, een dochter van Gillis Claesz. de Hondecoeter, die na het overlijden van haar vader bij haar oom woonde, een chirurgijn op Oude Schans. Jan woonde eveneens op de Lastage, in de Binnen Bantammerstraat. Naar verluidt werd in 1640 hun zoon Jan geboren, die zijn naam zou vestigen als schilder van jachtstillevens. Na vier jaar huwelijk besloot hij heimelijk naar Italië te reizen. Zijn vrouw liet hem terughalen, toen hij nog niet verder dan Rotterdam gekomen was. Na veel gepraat kreeg hij alsnog toestemming om vier maanden weg te blijven.
In 1643 ging hij op weg naar Rome, waar hij lid werd van de Bentvueghels. Zijn bijnaam werd ratel omdat hij snel sprak. Weenix werkte voor kardinaal Giovanni Battista Pamphili, die in 1644 tot Paus Innocentius X benoemd werd en voor zijn neef, kardinaal Camillo Pamphili. Zij drongen bij hem aan om zijn vrouw naar Italië te laten komen. Zijn echtgenote weigerde na beraad met lieden met vooroordelen tegen katholieken. Toen besloot Weenix haar in eigen persoon op te halen.
In 1646 stierf zijn moeder in het Sint Jorishof.
In 1647 was Weenix terug in Amsterdam, voerde inmiddels de voornaam Baptist en kreeg zoveel goede aanbiedingen dat Weenix besloot om te blijven. Niettemin vestigde hij zich korte tijd later te Utrecht, bij zijn zwager Gijsbert de Hondecoeter en werd lid van het plaatselijke Sint-Lucasgilde. Weenix werkte samen met Nicolaus Knüpfer, Jan Both en Nicolaes Berchem. Kardinaal Pamphili bestookte hem met smeekbeden om terug te keren. Na het overlijden van Gijsbert de Hondecoeter nam hij diens zoon Melchior de Hondecoeter bij zich in huis, en gaf hem samen met zijn eigen zoon Jan Weenix een schildersopleiding. De laatste jaren van zijn leven bracht hij door op kasteel Ter Mey in Haarzuilens, zodat hij zich beter op zijn werk kon concentreren. Er was te veel aanloop in Utrecht. Ten slotte, over zijn sterfdatum bestaat onduidelijkheid.

## Werk
Weenix schilderde Italiaanse aandoende landschappen met prominent aanwezige figuren. Hij wordt tot de tweede generatie italianisanten gerekend, hoewel bij ook gefantaseerde havengezichten en jachtstillevens schilderde. Meer dan bij andere Nederlandse schilders van het Italiaanse landschap lag bij hem het accent op architectonische elementen en op de figuren. Zijn schilderstijl is krachtig en zoekt dramatische effecten. Hij deinsde nergens voor terug, ook niet om te schilderen met duim en vingers. In Italië staat hij bekend als Giovanni Baptista Weenix. René Descartes liet zich door zowel Jan Lievens als Weenix portretteren.

## Publieke collecties
Werk van Weenix is te vinden in openbare collecties van onder andere:
- Museum Boijmans Van Beuningen in Rotterdam
- Museum de Fundatie in Zwolle
- Teylers Museum